# 90429 Wetmore
90429 Wetmore è un asteroide della fascia principale. Scoperto nel 2004, presenta un'orbita caratterizzata da un semiasse maggiore pari a 2,4360120 UA e da un'eccentricità di 0,1303703, inclinata di 1,87369° rispetto all'eclittica.